# Des Moines (rzeka)
Des Moines (ang. Des Moines River) – rzeka w Stanach Zjednoczonych, głównie w stanie Iowa. Długość rzeki wynosi 845 km, a powierzchnia dorzecza 38 337 km².

## Źródła i ujście
Rzeka powstaje z dwóch głównych ramion. Zachodnie (West Fork) ma swój początek w jeziorze Shetek w hrabstwie Murray w Minnesocie, natomiast wschodnie w Okamanpeedan Lake na granicy Minnesoty i Iowa. Rzeka jest lewobrzeżnym dopływem Missisipi, do której uchodzi na granicy stanów Iowa i Missisipi niedaleko miejscowości Keokuk leżącego w hrabstwie Lee.

## Zbiorniki

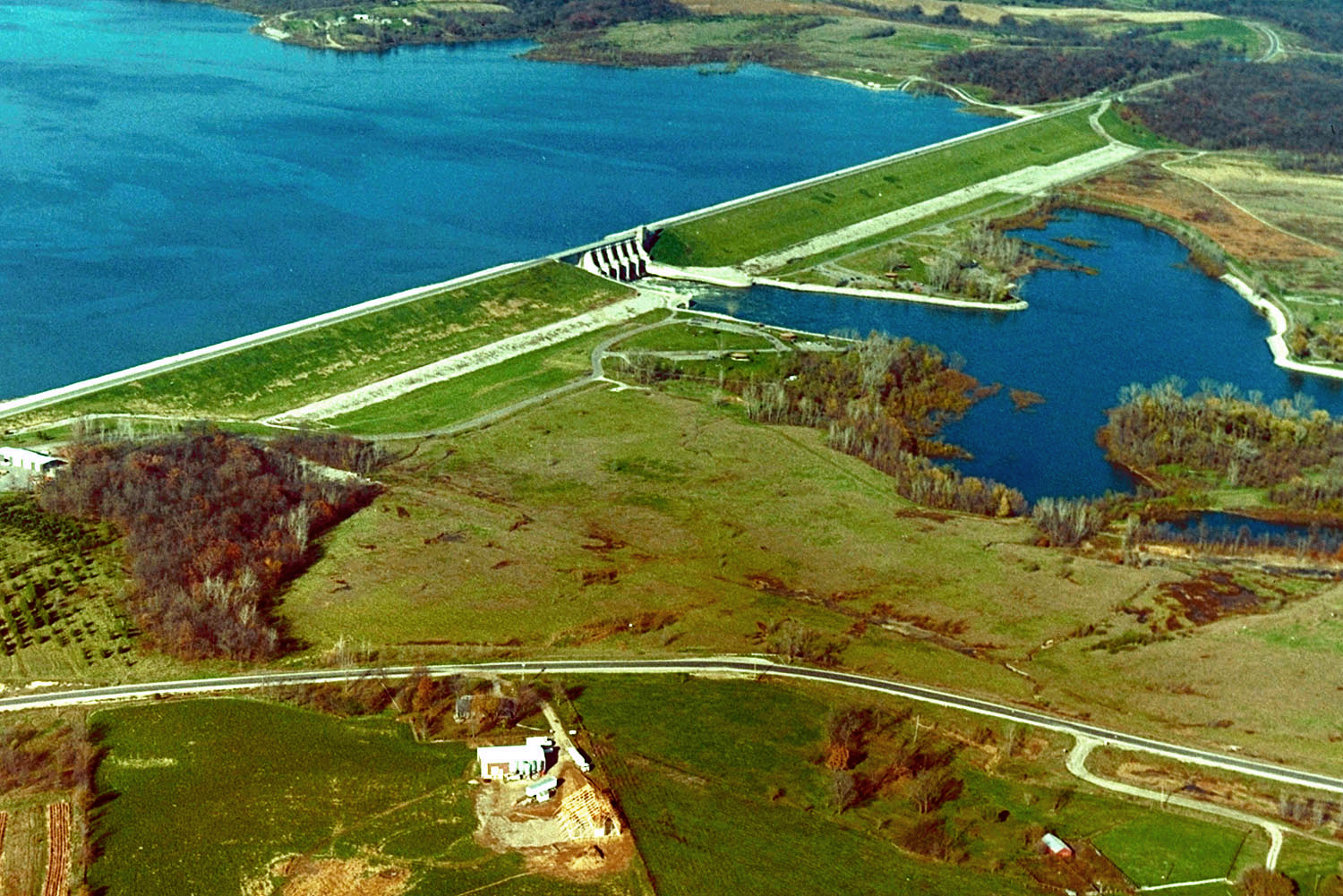
Tama Red Rock

Na rzece są zbudowane dwie główne tamy Saylorville Dam oraz Red Rock Dam. Pierwsza skonstruowana około 18 km powyżej miasta Des Moines tworzy jezioro Saylorville Lake o powierzchni od 24–68 km² (w zależności od poziomu wody w zbiorniku). Drugi zbiornik Red Rock Lake o powierzchni (63–283 km²), leży około 88 km na południe od Des Moines w hrabstwie Marion. Tamy zostały zbudowane w ramach projektów regulacyjnych przez Korpus Inżynieryjny Armii Stanów Zjednoczonych. 
Rzeka Des Moines jest ceniona jako szlak spływów turystycznych i ma status krajowego szlaku rekreacyjnego.

## Główne miejscowości
- Algona
- Armstrong
- Bonaparte
- Chillicothe
- Currie
- Dakota City
- Des Moines
- Douds(inne języki)
- Eddyville
- Eldon
- Estherville
- Farmington
- Fort Dodge
- Fraser
- Graettinger
- Humboldt
- Jackson
- Johnston
- Keokuk
- Keosauqua
- Lehigh
- Leando(inne języki)
- Ottumwa
- Rutland
- Windom